# 17285 Bezout
17285 Bezout este o planetă minoră (asteroid) din centura de asteroizi. A fost descoperită pe 3 iulie 2000 la Prescott Observatory⁠(d) de Paul G. Comba⁠(d) și a fost numită după Étienne Bézout. 
Obiectul prezintă o orbită caracterizată de o semiaxă mare de 2,6462289 UAi, o excentricitate de 0,17, o înclinație de 2,81469 ° în raport cu ecliptica.